# Alexei Alexejewitsch Gerassimow
Alexei Alexejewitsch Gerassimow (russisch Алексей Алексеевич Герасимов; * 15. April 1993 in Borissoglebsk) ist ein russischer Fußballspieler.

## Karriere
Gerassimow begann seine Karriere bei Tobol Kurgan. Zur Saison 2011/12 wechselte er zu Ural Jekaterinburg, wo er zunächst für die U-19 spielte. Im November 2013 stand er schließlich erstmals auch im Profikader Urals, kam aber noch nicht zum Einsatz. Im August 2014 wurde er an den Zweitligisten SKA-Energija Chabarowsk verliehen. Sein Debüt in der Perwenstwo FNL gab er im selben Monat gegen den FK Sibir Nowosibirsk. Bis zur Winterpause kam er zu fünf Zweitligaeinsätzen in Chabarowsk, ehe er wieder nach Jekaterinburg zurückkehrte. Dort spielte er bis Saisonende wieder ausschließlich in der U-19.
Im Juli 2015 wechselte Gerassimow leihweise nach Kasachstan zu Schetissu Taldyqorghan. Für Schetissu kam er bis zum Ende der Spielzeit 2015 zu neun Einsätzen in der Premjer-Liga. Nach dem Ende der Leihe in Kasachstan wurde er bis zum Ende der russischen Spielzeit 2015/16 an den Drittligisten Wolga-Olimpijez Nischni Nowgorod verliehen. Dort kam er jedoch nie zum Einsatz. Im Juli 2016 folgte seine vierte Leihe, diesmal nach Belarus an Belschyna Babrujsk. In Babrujsk kam er zu 14 Einsätzen in der Wyschejschaja Liha, in denen zwei Tore erzielte. Mit Belschyna stieg er allerdings zu Saisonende aus dieser ab.
Im Januar 2017 kehrte Gerassimow nach dem Ende der Leihe wieder nach Jekaterinburg zurück, kam allerdings nicht zum Einsatz. Zur Saison 2017/18 folgte die nächste Leihe, diesmal innerhalb Russlands an den Zweitligisten Tom Tomsk. Bis zur Winterpause kam er zu 13 Zweitligaeinsätzen für Tom. Im Januar 2018 kehrte der Innenverteidiger erneut zu Ural zurück. Nach seiner Rückkehr spielte er für die zu Saisonbeginn geschaffene drittklassige Zweitmannschaft. Für Ural-2 kam er bis Saisonende zu acht Einsätzen in der Perwenstwo PFL. In der Saison 2018/19 spielte er 23 Mal in der dritten Liga.
Im Juni 2020 debütierte er schließlich, fast neun Jahre nach seinem Wechsel zu Ural, für die Profis in der Premjer-Liga. In der Saison 2019/20 kam er zu vier Erstligaeinsätzen, in der COVID-bedingt abgebrochenen Drittligaspielzeit kam er zu 14 Einsätzen. In der Saison 2020/21 absolvierte er 19 Spiele für Ural in der höchsten russischen Spielklasse. In der Saison 2021/22 kam er zu 23 Einsätzen. Nach weiteren neun Einsätzen bis zur Winterpause wurde er im Januar 2023 wieder verliehen, diesmal an den Zweitligisten Kamas Nabereschnyje Tschelny.